# Liste der Bodendenkmäler in Offenhausen (Mittelfranken)
Auf dieser Seite sind die Bodendenkmäler in der mittelfränkischen Gemeinde Offenhausen zusammengestellt. Diese Tabelle ist eine Teilliste der Liste der Bodendenkmäler in Bayern. Grundlage ist die Bayerische Denkmalliste, die auf Basis des Bayerischen Denkmalschutzgesetzes vom 1. Oktober 1973 erstmals erstellt wurde und seither durch das Bayerische Landesamt für Denkmalpflege geführt wird. Die folgenden Angaben ersetzen nicht die rechtsverbindliche Auskunft der Denkmalschutzbehörde.

Mit dem Stand vom 3. Juli 2018 sind 15 Bodendenkmäler von Offenhausen  in der Bayerischen Denkmalliste eingetragen.

## Hinweise zu den Angaben in der Tabelle
- Spalte Name, Bezeichnung: Bezeichnung des denkmalgeschützten Objektes
- Spalte Ortsteil: Ortsteil, in dem sich das denkmalgeschützte Objekt befindet
- Spalte  Koordinaten: Geografischer Standort
- Spalte Denkmalnummer: Offizielle Denkmalnummer des Bayerischen Landesamts für Denkmalpflege
- Spalte Zeitstellung: Besondere Daten, so weit bekannt oder ableitbar, teilweise auch Datum der Ersterwähnung der Liegenschaft
- Spalte Denkmalumfang, Bemerkung: Nähere Erläuterungen über den Denkmalstatus, den Umfang der Liegenschaft und ihre Besonderheiten

Bis auf die Spalte Bild sind alle Spalten sortierbar.

## Liste der Bodendenkmäler
| Name, Bezeichnung                                                                                               | Ortsteil                         | Koordinaten                        | Denkmalnummer | Zeitstellung | Denkmalumfang, Bemerkung                                                                  | Bild           |
| --- | -------------------------------- | ---------------------------------- | ------------- | ------------ | ----------------------------------------------------------------------------------------- | -------------- |
| Grabhügel mit Bestattungen der Hallstattzeit und der frühen Latènezeit                                          | Püscheldorf/Altdorf bei Nürnberg | 49° 25′ 24,56″ N, 11° 24′ 11,41″ O | D-5-6534-0003 |              | Gemeindegrenze zu Altdorf bei Nürnberg überschreitendes Bodendenkmal                      |                |
| Mittelalterlicher Turmhügel                                                                                     | Offenhausen                      | 49° 26′ 38,99″ N, 11° 23′ 30,08″ O | D-5-6534-0104 |              | Turmhügel Egensbach, heute völlig verebnet und überbaut                                   |                |
| Mittelalterlicher Burgstall                                                                                     | Offenhausen                      | 49° 26′ 24,8″ N, 11° 23′ 46,78″ O  | D-5-6534-0105 |              | Turmhügel Birkensee                                                                       |                |
| Grabhügel der Bronzezeit                                                                                        | Offenhausen                      | 49° 27′ 3,04″ N, 11° 26′ 0,45″ O   | D-5-6534-0106 |              | Auf dem Gipfelbereich des „Lindenbühl“                                                    |                |
| Mittelalterlicher Burgstall                                                                                     | Offenhausen                      | 49° 26′ 30,26″ N, 11° 24′ 23,15″ O | D-5-6534-0107 |              | Burgstall Keilberg, im Bereich der Ottmar-Ottilienkapelle                                 | weitere Bilder |
| Mittelalterlicher Burgstall                                                                                     | Kucha                            | 49° 25′ 39,29″ N, 11° 25′ 51,48″ O | D-5-6534-0110 |              | Burgstall Hohenkuchen                                                                     |                |
| Mittelalterlicher Turmhügel                                                                                     | Kucha                            | 49° 25′ 46,59″ N, 11° 25′ 22,54″ O | D-5-6534-0111 |              | Turmhügel Mittelhof                                                                       |                |
| Grabhügel der späten Bronzezeit                                                                                 | Püscheldorf                      | 49° 25′ 54,8″ N, 11° 23′ 45,12″ O  | D-5-6534-0115 |              | In der Waldflur „Brunnholz“                                                               |                |
| Grabhügel vorgeschichtlicher Zeitstellung                                                                       | Püscheldorf                      | 49° 26′ 23,2″ N, 11° 22′ 43,19″ O  | D-5-6534-0116 |              | In der Waldflur „Hinteres Holz“. Gemeindegrenze zu Leinburg überschreitendes Bodendenkmal |                |
| Grabhügel und Wallanlage vorgeschichtlicher Zeitstellung                                                        | Breitenbrunn/Engelthal           | 49° 27′ 12,21″ N, 11° 26′ 55,18″ O | D-5-6534-0140 |              | In der Waldflur „Eicha“. Gemeindegrenze zu Engelthal überschreitendes Bodendenkmal        |                |
| Grabhügel vorgeschichtlicher Zeitstellung                                                                       | Kucha                            | 49° 26′ 4,13″ N, 11° 26′ 32,02″ O  | D-5-6534-0147 |              | In der Waldflur „Birkach“.                                                                |                |
| Mittelalterliche und frühneuzeitliche Befunde im Bereich der evangelisch-lutherischen Pfarrkirche St. Nikolaus  | Offenhausen                      | 49° 27′ 0,25″ N, 11° 24′ 43,24″ O  | D-5-6534-0192 |              | Kirche St. Nikolaus                                                                       | weitere Bilder |
| Mittelalterliche Wasserburg                                                                                     | Offenhausen                      | 49° 27′ 2,13″ N, 11° 24′ 41,38″ O  | D-5-6534-0193 |              | Burgstall Offenhausen, im Bereich südlich/südwestlich der Ortskirche von Offenhausen      |                |
| Befunde des späten Mittelalters und der frühen Neuzeit im Bereich der Kapellenruine St. Ottmar und St. Ottilien | Offenhausen                      | 49° 26′ 30,26″ N, 11° 24′ 23,15″ O | D-5-6534-0196 |              | Kapelle St. Ottmar und St. Ottilien                                                       | weitere Bilder |
| Siedlung der Urnenfelderzeit                                                                                    | Offenhausen                      | 49° 27′ 2,13″ N, 11° 24′ 41,38″ O  | D-5-6534-0216 |              | Im Ortsbereich von Schrotsdorf                                                            |                |